# كينشو أونو
كينشو أونو (小野賢章 أُونو كينشو) هو ممثل ياباني ولد في 5 أكتوبر 1989 في محافظة فوكوكا.

## أدواره في الأنمي

### مسلسلات أنمي تلفزيونية
- صيد الأرواح الإلهية - تارو كوموري
- تسوباسا كرونيكل - كيوس
- ستار درايفر - تسوباسا آوكي
- بوكيمون دياموند/بيرل - آرون
- بوكيمون إكس/واي - ألان
- ماغي: The Labyrinth of Magic - رين هاكوريو
- ماغي: The Kingdom of Magic - رين هاكوريو
- سلة كوروكو - تيتسويا كوروكو
- غينغيتسوني - ساتورو كاميو
- ألدنوا زيرو - سلاين ترويارد
- أص الديناري - رايتشي تودوروكي
- فافنر في السماء الزرقاء EXODUS - سوي كابوراغي
- ماريا العذراء - جوزيف
- سرالفة النهاية - ميكايلا هياكويا
- سرالفة النهاية: معركة ناغويا - ميكايلا هياكويا
- بونغو ستراي دوغز - ريونوسكي أكوتاغاوا
- تاناكا-كن الفاتر - تاناكا
- إندرايد - شون أساناغا
- برينس أوف سترايد ألترنيتيف - هوزومي كوهيناتا
- ري لايف - أراتا كايزاكي
- يوري أون آيس - فيتشيت تشولانون
- أول آوت!! - إتسوغو أوهارانو
- WWW.ووركينغ!! - يوتا شيندو
- لاك آند لوجيك - يوشيتشيكا تسوروغي
- ساموراي واريورز - هيده-يوري تويوتومي
- طاغية الحب - سيجي آينو
- بوروتو: ناروتو نكست جينيريشنز - شيكاداي نارا
- دايف!! - كيوتاكا ماتسونو
- يوغي ARC-V - يويا ساكاكي، يوري
- هاكيو هوشين إنغي - تايكوبو
- هاكاتا تونكوتسو رامنز - إينوكيدا
- ذا ريفليكشن - فولت فورتيكس
- توكين رانبو: هانامارو: الموسم الثاني - مونويوشي ساداموني
- ريرايديد: ديريدا القافز عبر الزمن - ديريدا يفيس
- زويدز وايلد - أراشي
- مجموعة جونجي إيتو - أوتسوكا
- مغامرة جوجو الغريبة: الرياح الذهبية - جورنو جوفانا
- تسوروني - شو فوجيوارا
- بوبتيبيبيك - بيبيمي (الحلقة 13B النمر)
- فينلاند ساغا - كانوت
- طوكيو غول:re - شيكوراي
- بيم - بيلو
- هجوم العمالقة Season 3 - فلوك فورستر
- هجوم العمالقة The Final Season - فلوك فورستر
- مكتب نقار الخشب للتحقيق - تارو هيراي
- دكتور ستون STONE WARS - أوكيو سايونجي
- كومي لا تستطيع التواصل - مونو شينوبينو
- ساموراي الجمباز - ليوناردو سوترجيس
- 2.43: نادي الكرة الطائرة للفتيان في ثانوية سيين - كيميتشيكا هايجيما
- باك آرو - بيت ناميتال
- سكيت - تاداشي كيكوتشي/سنيك
- فيفي: اغنية عين الفلوريت - تاتسويا سايكي
- ترايب ناين - إيجي تودوروكي
- لوف أول بلاي - تايتشي هيغاشياما
- سمر تايم ريندا - سو هيشيغاتا
- سباي إكس فاميلي - يوري براير

### أفلام أنمي
- أسطورة تنين الألفية - جون تيندو
- بوروتو: ناروتو الفيلم - شيكاداي نارا
- بونغو ستراي دوغز: ديد أبل - ريونوسكي أكتاغاوا
- صوت صامت - توموهيرو ناغاتسوكا
- سينت سيا: ليجند أوف سانكتشواري - سيغنوس هيوغا
- سلة كوروكو الفيلم: اللعبة الأخيرة - تيتسويا كوروكو
- البدلة المتنقلة جاندام: وميض هاثاواي - هاثاواي نوا

## أدواره في ألعاب الفيديو
- ديلوك - جينشن إمباكت
- ديسيديا 012: فاينل فانتسي - فان
- ديسيديا: فاينل فانتسي NT - فان
- كرة سلة كوروكو: روابط المستقبل - تيتسويا كوروكو
- برينس أوف سترايد - هوزومي كوهيناتا
- جاي-ستارز فيكتوري فيرسيس - تيتسويا كوروكو
- طوكيو غول JAIL - ريو

## أدواره في الدبلجة اليابانية
- سلسلة أفلام هاري بوتر
  - هاري بوتر وحجر الفيلسوف - هاري بوتر
  - هاري بوتر وحجرة الأسرار - هاري بوتر
  - هاري بوتر وسجين أزكابان - هاري بوتر
  - هاري بوتر وكأس النار - هاري بوتر
  - هاري بوتر وجماعة العنقاء - هاري بوتر
  - هاري بوتر والأمير الهجين - هاري بوتر
  - هاري بوتر ومقدسات الموت – الجزء 1 - هاري بوتر
  - هاري بوتر ومقدسات الموت – الجزء 2 - هاري بوتر
- حكاية لعبة 3 - أندي
- بيرل هاربر - ريف ماكولي (أيام الصبا)
- سبايدرمان: إنتو ذا سبايدر-فيرس - مايلز موراليس/سبايدرمان
- ذا كاب هيد شو - ماغ مان

## وصلات خارجية
- كينشو أونو على موقع IMDb (الإنجليزية)
- كينشو أونو على موقع ميوزك برينز (الإنجليزية)
- كينشو أونو على موقع ديسكوغز (الإنجليزية)
- كينشو أونو على موقع قاعدة بيانات الفيلم (الإنجليزية)
- كينشو أونو على موقع ANN person (الإنجليزية)